# Tokugawa Hidetada
Tokugawa Hidetada (徳川 秀忠 (Đức Xuyên Tú Trung) 2 tháng 5, 1579 — 14 tháng 3 năm 1632) là vị Tướng Quân thứ 2 của Mạc phủ Tokugawa. Ông là con trai thứ ba của Tokugawa Ieyasu, vị Tướng Quân đầu tiên của Mạc phủ Tokugawa.

## Thiếu thời
Tokugawa Hidetada được phu nhân Saigō sinh ra vào ngày 2 tháng 5 năm 1581. Điều này xảy ra không lâu trước khi Phu nhân Tsukiyama, chính thê của Ieyasu, và con trai đầu tiên của Ieyasu, Tokugawa Nobuyasu bị xử tử vì nghi ngờ họ có âm mưu ám sát Oda Nobunaga. Bằng cách giết vợ và con trai, Ieyasu đã thể hiện rõ lời tuyên bố trung thành với Nobunaga.
Năm 1589, mẹ của Hidetada lâm bệnh, sức khỏe giảm sút nhanh chóng và bà qua đời tại thành Sunpu. Sau đó Hidetada cùng với anh trai của mình, Matsudaira Tadayoshi, được nuôi dưỡng bởi phu nhân Achaa, một trong những thê thiếp của Ieyasu. Tên thời thơ ấu của ông là Chomaru (長 丸), sau này đổi thành Takechiyo (竹 千代). Lúc này ông cùng anh trai của mình ở lại vùng Mikawa, căn cứ quyền lực truyền thống của gia tộc Tokugawa.
Năm 1590, người cai trị mới của Nhật Bản, Toyotomi Hideyoshi đã chiêu mộ Tokugawa Ieyasu và những Đại danh khác tấn công vào lãnh địa của họ Hōjō trong cuộc vây hãm Odawara (1590).
Hideyoshi đã tranh thủ sự ủng hộ của Ieyasu cho chiến dịch này bằng cách hứa sẽ đổi 5 tỉnh dưới quyền kiểm soát của Ieyasu bằng 8 tỉnh vùng Kantō, bao gồm cả thành phố Edo. Để ngăn Ieyasu quay sang ủng hộ họ Hōjō (vì Hōjō và Tokugawa trước đây có quan hệ thân thiện), Hideyoshi đã bắt cậu bé 11 tuổi Hidetada làm con tin. Năm 1592, Hideyoshi chủ trì buổi lễ mừng tuổi của Hidetada; Sau đó, con trai của Ieyasu bỏ tên thời thơ ấu của mình, Takechiyo (竹 千代), và lấy tên là Hidetada. Ông được coi là người thừa kế của gia tộc Tokugawa, vì là người con trai chính thức còn sống của Ieyasu, và là người con được ông thương yêu nhất (con trai cả của Ieyasu đã bị xử tử trước đó, và con trai thứ hai của ông được Hideyoshi nhận nuôi khi còn là một đứa trẻ sơ sinh). Năm 1593, Hidetada trở về lại bên cha mình.
Năm 1590, Hidetada kết hôn với O-Hime (1585–1591), con gái của Oda Nobukatsu và con gái nuôi của Toyotomi Hideyoshi.
O-Hime qua đời vào năm 1591, và được đặt cho pháp danh là Shunshoin. Năm 1595, Hidetada kết hôn với Oeyo, con gái của Azai Nagamasa và cũng là con gái nuôi khác của Toyotomi Hideyoshi. Đám cưới của họ được tổ chức ở lâu đài Fushimi.

## Thành tựu quân sự (1593–1605)
Năm 1595, Hidetada kết hôn với Oeyo của gia tộc Oda và họ có hai người con trai, Tokugawa Iemitsu và Tokugawa Tadanaga. Họ cũng có một số con gái, một trong số đó, Senhime, đã kết hôn hai lần. Người con gái còn lại, Kazuko-hime, kết hôn với Thiên hoàng Go-Mizunoo (có nguồn gốc từ gia tộc Fujiwara).
Biết rằng cái chết của mình sẽ đến trước khi người con trai Toyotomi Hideyori kịp trưởng thành, Hideyoshi đã chỉ định một hội đồng bao gồm năm người nhiếp chính, và một trong số họ là cha của Hidetada, Ieyasu, để cai trị thay cho con trai mình. Hideyoshi hy vọng rằng với sự cạnh tranh đầy gay gắt giữa các nhiếp chính sẽ ngăn cản bất kỳ ai trong số họ thâu tóm toàn bộ quyền lực. Nhưng sau khi Hideyoshi qua đời vào năm 1598 và Hideyori trở thành người cai trị trên danh nghĩa, các nhiếp chính đã quên hết lời thề trung thành vĩnh cửu và sớm tranh giành quyền kiểm soát quốc gia. Tokugawa Ieyasu là một trong năm người nhiếp chính mạnh nhất, và bắt đầu xúc tiến mạnh mẽ cho việc thành lập xung quanh mình một liên minh thuộc miền Đông. Liên minh miền Tây tập hợp xung quanh Ishida Mitsunari. Hai phe xung đột trong trận Sekigahara năm 1600. Ieyasu giành chiến thắng quyết định, tạo tiền đề cho sự thống trị của nhà Tokugawa. Hidetada đã dẫn đầu 16.000 người của cha mình trong một chiến dịch nhằm ngăn chặn gia tộc Uesugi liên kết với phe phía Tây ở Shinano. Ieyasu sau đó ra lệnh cho Hidetada hành quân đến Sekigahara để đề phòng trận chiến quyết định chống lại phe phía Tây. Nhưng gia tộc Sanada đã giữ chân được lực lượng của Hidetada, làm ông đến muộn và không kịp thời hỗ trợ cho chiến thắng mang tính quyết định của cha mình. Mối quan hệ của Hidetada và Ieyasu bắt đầu rạn nứt và không bao giờ hồi phục được như trước kia. Vào ngày 3 tháng 12 năm 1601, con trai đầu tiên của Hidetada, Chōmaru (長 丸), được sinh ra với một thiếu nữ đến từ Kyoto tên là Onatsu. Tháng 9 năm 1602, Chōmaru lâm bệnh và chết; tang lễ của ông được tổ chức tại chùa Zōjō-ji ở Shibe. Năm 1603, Thiên hoàng Go-Yōzei phong cho Ieyasu danh hiệu Chinh di Đại Tướng quân. Do đó Hidetada đã trở thành người thừa kế của chính quyền Mạc phủ mới.

## Shōgun (1605–1623)
Để tránh lặp lại số phận như Hideyoshi, Ieyasu đã thiết lập ngay một mô hình cho việc kế vị ngay sau khi trở thành shogun bằng cách thoái vị để ủng hộ Hidetada vào năm 1605. Ieyasu vẫn giữ được quyền lực đáng kể cho đến khi qua đời vào năm 1616, nhưng Hidetada vẫn đảm nhận vai trò là người đứng đầu chính thức của bộ máy hành chính Mạc phủ. Trước sự thất vọng của Ieyasu khi vào năm 1612, Hidetada đã đứng ra thiết kế một cuộc hôn nhân giữa Sen, cháu gái yêu quý của Ieyasu và Toyotomi Hideyori, người đang sống như một thường dân trong lâu đài Osaka cùng với mẹ của mình. Nhận thấy điều này là không đủ để có thể dập tắt được âm mưu khôi phục lại nhà Toyotomi của Hideyori, Ōgosho (Lão Tướng quân) Ieyasu và Tướng quân Hidetada đã đưa một đạo quân đến Osaka. Năm 1614-1615, tại cuộc vây hãm Osaka, hai cha con ông lại một lần nữa bất đồng về cách thức tiến hành chiến dịch này để chống lại các lực lượng ngoan cố vẫn còn ủng hộ nhà Toyotomi ở Osaka. Trong cuộc bao vây sau đó, Hideyori và mẹ của ông ta bị buộc phải tự sát. Ngay cả đứa con trai sơ sinh của Hideyori (Kunimatsu), mà ông ta có với một người vợ lẽ, cũng không được tha. Chỉ có Sen được tha; sau đó cô đã tái hôn và có một gia đình mới. Sau cái chết của Ieyasu năm 1616, Hidetada nắm quyền kiểm soát hoàn toàn Mạc phủ. Ông củng cố quyền lực của nhà Tokugawa bằng cách cải thiện quan hệ với triều đình. Cuối cùng, ông đã gả con gái của mình là Kazuko cho Thiên hoàng Go-Mizunoo. Kết quả của cuộc hôn nhân đó, là một công chúa, người sau này đã kế vị ngai vàng của Nhật Bản và trở thành Nữ Thiên hoàng Meishō. Thành phố Edo phát triển rất mạnh mẽ dưới triều đại của ông.

## Ogosho (1623–1632)
Năm Genna thứ 9 (1623), Hidetada từ chức và nhường chính quyền lại cho con trai cả đồng thời vừa là người thừa kế của mình, Tokugawa Iemitsu. Giống như cha của mình trước đó, Hidetada trở thành Ōgosho (Lão Tướng quân) là một Tướng quân về hưu, nhưng ông vẫn nắm giữ hầu hết quyền lực trong tay mình. Ông cho ban hành các biện pháp hà khắc chống lại Cơ đốc giáo, việc mà Ieyasu chỉ mới tính đến: ông cấm các sách Cơ đốc giáo, buộc các daimyō theo Cơ đốc giáo phải tự sát, ra lệnh cho các Cơ đốc nhân khác phải bỏ đạo nếu không sẽ phải chịu hình phạt tử hình, đồng thời ông đã cho hành quyết 55 Cơ đốc nhân (bao gồm cả người Nhật Bản và người nước ngoài), tại Nagasaki vào năm 1628. Những người không chịu từ bỏ Cơ đốc giáo buộc phải trốn đi, hoặc nổi lửa tự thiêu cùng với con cái của họ.
Ōgosho Hidetada qua đời vào năm Kan'ei thứ 9 tức ngày 24 tháng 1 âm lịch (14 tháng 3 năm 1632 dương lịch). Xá lợi Phật của ông được gọi là Daitoku-in (台 徳 院). Tro cốt của ông được an tán theo nghi thức trong Lăng Taitoku-in ở Edo.

## Gia đình
- Vợ:
  - Chính thất: O-Hime (1585 - 1591).
  - Kế thất: Oyeo (1573 - 1626).
- Vợ lẻ: Oshizu-no-Kata (1584 - 1635), và một người hầu nữ không rõ tên.
- Con cái:
  - Senhime (1597 - 1666), mẹ là Oyeo. Kết hôn với Toyotomi Hideyori, sau này tái giá với Lãnh chúa Honda Tadatoki của vùng Himeji, có 1 con trai và 1 con gái.
  - Tamahime (1599 - 1622), mẹ là Oyeo. Kết hôn với Lãnh chúa Maeda Toshitsune của vùng Kaga, có 4 con trai và 5 con gái.
  - Katsuhime (1601 - 1672), mẹ là Oyeo. Kết hôn với Lãnh chúa Matsudaira Tadanao của vùng Fukui, có 2 con trai và 2 con gái.
  - Chomaru (1601 - 1602), mẹ là hầu nữ không rõ tên.
  - Hatsuhime (1602 - 1630), mẹ là Oyeo. Kết hôn với Lãnh chúa Kyōgoku Tadataka của vùng Matsue.
  - Tokugawa Iemitsu (1604 - 1651), mẹ là Oyeo.
  - Tokugawa Tadanaga (1606 - 1634), mẹ là Oyeo. Là Lãnh chúa vùng Sunpu.
  - Kazuhime (1607 - 1678), mẹ là Oyeo. Kết hôn với Thiên hoàng Go-Mizunoo.
  - Hoshina Masayuki (1611 - 1678), mẹ là Oshizu-no-Kata. Là Lãnh chúa vùng Aizu.
- Con gái nuôi:
  - Toyotomi Sadako (1593–1658), con gái của Toyotomi Hidekatsu và Oeyo. Kết hôn với Kujō Yukiie và có 2 con trai.
  - Chiyohime (1597–1649), con gái của Ogasawara Hidemasa và Toku-hime. Kết hôn với Hosokawa Tadatoshi và có 1 con trai.
  - Katsuhime (1618–1678), con gái của Senhime và Honda Tadatoshi. Kết hôn với Ikeda Mitsumasa, có 1 con trai và 1 con gái.
  - Kamehime (1617–1681), con gái của Katsuhime và Matsudaira Tadanao. Kết hôn với Thân vương Takamatsu no Miya Yoshihito-Shinnō.
  - Kisahime (1598–1656), con gái của Yūki Hideyasu. Kết hôn với Mōri Hidenari và có 1 con trai.
  - Binhime (1607–1652) con gái của Okudaira Iemasa của vùng Utsunomiya. Kết hôn với Horio Tadaharu và có 1 con gái
  - Furuhime (1607–1659), con gái của Ikeda Terumasa và Tokuhime (chị gái của Hidetada). Kết hôn với Date Tadamune, có 2 con trai và 1 con gái.
  - Tsuruhime (? - 1672), con gái của Sakakibara Yasumasa. Kết hôn với Ikeda Toshitaka của vùng Himeji và có 1 con trai.
  - Hisahime (1606–1628) con gái của Matsudaira Tadayoshi của vùng Sekiyado. Kết hôn với Kuroda Tadayuki của vùng Fukuoka.
  - Takashi-ho-in (1602–1656), con gái của Gamō Hideyuki và Furihime (em gái của Hidetada). Kết hôn với Kato Tadahiro của vùng Kumamoto và có 1 con trai.
  - Con gái của Okada Mototsugu. Kết hôn với Soma Toshitane của vùng Soma Nakamura.